# Shopping Frei Caneca
Shopping Frei Caneca est un centre commercial brésilien situé à São Paulo au 59, rue Frei Caneca. Ouvert en 2001, il compte 140 boutiques réparties sur quatre niveaux et est visité chaque jour par environ 22 000 personnes.

## Annexe